# Thierry Ambrose
Thierry Ambrose est un footballeur français, international guadeloupéen, né le 28 mars 1997 à Sens. Il joue au poste d'attaquant au KV Courtrai.

## Biographie

### Formation à Auxerre
Originaire de Sens dans l'Yonne, Thierry Ambrose rejoint, à l'âge de 9 ans, l'AJ Auxerre qui le voit comme successeur de Djibril Cissé pour sa prestance et sa dextérité. En 2013, âgé de 16 ans, il rejoint Manchester City. En 2015, il signe un nouveau contrat de cinq ans, le liant au club anglais jusqu'en 2020. Au sein du centre de formation, il évolue notamment sous les ordres de Patrick Vieira.
En 2017, il est prêté une saison au NAC Breda, club promu en Eredivisie. Le 12 août 2017, il joue son premier match professionnel face au Vitesse Arnhem et, par la même occasion, il inscrit son premier but. Il marque son premier doublé (sur deux penaltys) le 3 décembre 2017 lors de la réception de l'Excelsior Rotterdam. Il termine sa saison avec un total de 10 buts en 30 matchs joués.

### RC Lens
Le 26 juillet 2018, il est prêté un an au RC Lens qui évolue en Ligue 2. Lors de la quatrième journée contre l'ESTAC, il inscrit son premier but dans le temps additionnel au stade Bollaert-Delelis,. Régulièrement utilisé par Philippe Montanier, le jeune attaquant dispute la plupart des matchs, inscrivant quatre buts dans la première moitié de saison, mais il reste muet après la 11e journée. Le 21 mai 2019, il remarque sur la pelouse du stade Charléty lors des playoffs d'accession à la Ligue 1. Quelques jours plus tard, son équipe finit par s'incliner en barrages d'accession, face à Dijon. À la fin de son prêt au Racing Club de Lens il retourne à Manchester City.

### FC Metz
Le 29 juin 2019, il passe sa visite médicale dans le but de rejoindre le Football Club de Metz. 
Prêté pour une saison au FC Metz par Manchester City avec option d'achat obligatoire en cas de maintien, il reste au club en raison de la 15e place des Grenats en Ligue 1 à l'arrêt du championnat dû à la pandémie de Covid-19, à la suite de la décision de la LFP de geler le classement. 
Le 16 juin 2020, il rejoint définitivement le club lorrain et s'engage jusqu'en 2023.

### KV Ostende
Après deux saisons au FC Metz, le joueur signe au KV Ostende pour un montant légèrement inférieur à 1 million d'euros et s'engage pour une durée de trois ans.

### KV Courtrai
Le 15 août 2023, Thierry Ambrose signe un contrat de 4 ans avec le KV Courtrai, alors en Jupiler Pro League.

### Carrière internationale
D'origine guadeloupéenne, Thierry Ambrose est appelé pour la première fois en sélection guadeloupéenne en mars 2022 pour affronter le Cap-Vert et la Martinique. Il fait ses débuts face au Cap-Vert le 23 mars 2022.
En juin 2025, il est convoqué pour disputer la Gold Cup 2025.

## Statistiques
| Saison                | Club                  | Championnat           | Championnat | Championnat | Coupe nationale | Coupe nationale | Coupe de la Ligue | Coupe de la Ligue | Compétition(s) continentale(s) | Compétition(s) continentale(s) | Compétition(s) continentale(s) | Guadeloupe | Guadeloupe | Total | Total |
| Saison                | Club                  | Division              | M.          | B.          | M.              | B.              | M.                | B.                | Comp.                          | M.                             | B.                             | M.         | B.         | M.    | B.    |
| 2017-2018             | NAC Breda (prêt)      | Eredivisie            | 30          | 10          | 1               | 0               | -                 | -                 | -                              | -                              | -                              | -          | -          | 31    | 10    |
| 2018-2019             | RC Lens (prêt)        | Ligue 2               | 33+4        | 4+1         | 2               | 0               | 2                 | 0                 | -                              | -                              | -                              | -          | -          | 41    | 5     |
| 2019-2020             | FC Metz (prêt)        | Ligue 1               | 18          | 0           | 1               | 0               | -                 | -                 | -                              | -                              | -                              | -          | -          | 19    | 0     |
| 2020-2021             | FC Metz               | Ligue 1               | 23          | 0           | 2               | 1               | -                 | -                 | -                              | -                              | -                              | -          | -          | 25    | 1     |
| Sous-total            | Sous-total            | Sous-total            | 41          | 0           | 3               | 1               | -                 | -                 | -                              | -                              | -                              | -          | -          | 44    | 1     |
| 2021-2022             | KV Ostende            | Pro League            | 30          | 5           | 2               | 1               | -                 | -                 | -                              | -                              | -                              | 2          | 1          | 34    | 7     |
| Total sur la carrière | Total sur la carrière | Total sur la carrière | 125         | 20          | 28              | 2               | 2                 | 0                 | -                              | -                              | -                              | 2          | 1          | 157   | 23    |